# تالوفکا (شهرستان پروومایسکی، سرزمین آلتای)
تالوفکا (به لاتین: Talovka) یک منطقهٔ مسکونی در روسیه است که در سرزمین آلتای واقع شده‌است.